# V Festival
Le V Festival est un festival de musique organisé simultanément au Hylands Park à Chelmsford et au Weston Park dans le Staffordshire depuis 1996 lors de la dernière semaine d'août. Sponsorisé par Virgin Media, l'événement rassemble des artistes à prédominance rock, jouant le samedi à un lieu, puis le lendemain à l'autre. Cependant, le festival est aujourd'hui ouvert à tous les artistes, laissant désormais une grande place à la pop.
Le festival était diffusé sur la chaîne 4Music jusqu'en 2013 avant que les droits ne soient rachetés par MTV depuis 2014.

## Histoire
L'idée du V Festival est venue en 1996 lorsque le leader de Pulp Jarvis Cocker annonce qu'il souhaiterait jouer dans deux lieux extérieurs en deux jours. Ses promoteurs se rassemblent et proposent de faire les concerts au Victoria Park de Warrington et au Hylands Park à Chelmsford, permettant ainsi aux fans du nord et du sud du Royaume-Uni de venir voir le groupe. Vient ensuite l'idée d'ajouter d'autres groupes sur une autre scène et de laisser les gens camper pour le weekend. Ils se rendent alors compte que le Victoria Park est trop petit pour accueillir autant[Quoi ?], donc en août 1996, il y a un jour au Victoria Park et deux jours au Hylands Park.
L'année suivante, la partie nord est délocalisée à la Commanderie de Temple Newsam, à Leeds, afin de pouvoir accueillir trois scènes et de l'espace pour le camping. En 1999, elle est de nouveau déplacée pour y occuper sa place actuelle : au Weston Park, dans le Staffordshire.
Au début, le festival prenait l'appellation de l'année au format « V96 », puis il est décidé en 2003 qu'il soit simplement renommé V Festival. Son format, son organisation et les faibles temps d'attente en font un des festivals les plus prisés du Royaume. Depuis 1997, l'événement est également retransmis sur internet, en audio tout d'abord puis en vidéo.

## Équivalent nord-américain
Virgin Media a également sponsorisé aux États-Unis et au Canada des festivals musicaux, sous l'appellation Virgin Festival, conçus comme des spin-off du V Festival. Ces événements musicaux se sont tenus en 2006 à Toronto, les 9 et 10 septembre, et Baltimore, le 23 septembre ; en 2007 à Vancouver, les 20 et 21 mai, Baltimore, les 4 et 5 août, et Toronto, les 8 et 9 septembre ; en 2008 à Calgary, les 21 et 22 juin, Baltimore, les 9 et 10 août, et Toronto, les 6 et 7 septembre ; en 2009 à Montréal, les 19 et 20 juin, Halifax, le 4 juillet, Vancouver, les 25 et 26 juillet, Calgary, les 8 et 9 août, Toronto, les 29 et 30 août, et Columbia le 30 août ; et depuis 2010 uniquement à Columbia.